# Bara prata lite
Bara prata lite är en kortfilm av Lukas Moodysson från 1997 med Sten Ljunggren och Cecilia Frode i huvudrollerna.
Birger (Sten Ljunggren) är en ensamstående pensionerad arbetare som desperat söker kontakt med andra människor utan att lyckas. När en ung kvinna (Cecilia Frode) ringer på hans dörr för att prata om Hare Krishna ser han lösningen på sitt problem.